# Liste ale statelor din SUA grupate pe diferite criterii
- Listă alfabetică a celor 50 de state componente ale SUA
- Listă a statelor componente ale SUA după populație
- Listă a statelor SUA după sediile guvernelor statelor - Capitolii
- Listă a statelor SUA ordonate după data intrării în Uniune
- Listă a statelor SUA ordonate după densitatea populației
- Listă a statelor SUA ordonate după mărimea suprafeței